# Торнтон (Нью-Гемпшир)
Торнтон (англ. Thornton) — місто (англ. town) в США, в окрузі Ґрафтон штату Нью-Гемпшир. Населення — 2708 осіб (2020).

## Демографія
Згідно з переписом 2010 року, у місті мешкало 2490 осіб у 1070 домогосподарствах у складі 708 родин. Було 1862 помешкання
Расовий склад населення:
| - 97,7 % — білих - 0,5 % — азіатів - 0,1 % — корінних американців - 0,1 % — чорних або афроамериканців |

До двох чи більше рас належало 1,3 %. Частка іспаномовних становила 0,9 % від усіх жителів.
За віковим діапазоном населення розподілялося таким чином: 18,8 % — особи молодші 18 років, 67,0 % — особи у віці 18—64 років, 14,2 % — особи у віці 65 років та старші. Медіана віку мешканця становила 45,5 року. На 100 осіб жіночої статі у місті припадало 101,0 чоловіків;  на 100 жінок у віці від 18 років та старших — 99,7 чоловіків також старших 18 років.
Середній дохід на одне домашнє господарство  становив 66 520 доларів США (медіана — 63 317), а середній дохід на одну сім'ю — 75 865 доларів (медіана — 75 508). Медіана доходів становила 41 131 долар для чоловіків та 36 616 доларів для жінок. За межею бідності перебувало 3,0 % осіб, у тому числі 3,7 % дітей у віці до 18 років та 4,4 % осіб у віці 65 років та старших.
Цивільне працевлаштоване населення становило 1063 особи. Основні галузі зайнятості: освіта, охорона здоров'я та соціальна допомога — 24,3 %, мистецтво, розваги та відпочинок — 15,5 %, будівництво — 14,7 %, науковці, спеціалісти, менеджери — 14,1 %.